# Kodjo Dadzié
Kodjo Dadzié (Kara, 14 maggio 1986) è un calciatore togolese, difensore del Gomido.

## Carriera

### Nazionale
Ha partecipato alle qualificazioni alla Coppa d'Africa contro il Ciad. Inoltre ha giocato nella finale della WAFU Cup, vinta dal Togo contro la Nigeria.